# Quiz King of Fighters
Quiz King of Fighters est un jeu vidéo de quiz développé par Saurus et édité par SNK en 1995 sur Neo-Geo MVS, sur Neo-Geo AES et sur Neo-Geo CD (NGM 080),,.